# Dong Zhongshu
Dong Zhongshu (董仲舒T; 179 a.C. – 104 a.C.) è stato un filosofo cinese.

## Biografia
Figlio di ricchi proprietari terrieri, non ancora trentanovenne era noto come il "Confucio della Dinastia Han", motivo per il quale fu scelto dall'imperatore Wudi come cancelliere personale. Dong Zhongshu lavorò alla corte degli Han fino all'età di 58 anni, quando si ritirò a vita privata per concentrarsi sugli studi personali.
La sua teoria sull'interazione tra gli umani e il cielo si proponeva di dimostrare come l'imperatore venisse prescelto per natura divina. Secondo Dong Zhongshu, l'imperatore doveva sottostare a tre principi: ospitare i cancellieri, essere padre dei suoi figli e marito di sua moglie. Inoltre doveva possedere 5 virtù, ovvero benevolenza, giustizia, cortesia, saggezza e sincerità. La sua opera maggiore è Chʾun-chʾiu fan-lu ("Il profondo significato degli annali della primavera e dell'autunno"), che descrive come il tiān crei tutto per gli umani. Ne consegue quindi che il tiānmìng (mandato del cielo) venga assegnato all'imperatore, il quale dovrà dimostrare eccellenti qualità morali.
Per Dong Zhongshu il tʾien-chih (il volere del cielo) si manifesta nei tre legami dello yin e yang che tengono unita la società: regnante (yang) e suddito (yin), padre e figlio, marito e moglie.
Convinto confuciano, Dong Zhongshu cercò di accorciare il divario tra ricchi e poveri durante il suo mandato di cancelliere. A livello politico predilesse l'educazione morale, invece che le sanzioni, nelle decisioni governative. Contribuì a sviluppare l'ideologia feudale in Cina, che venne poi messa in atto da quasi tutte le dinastie feudali successive.